# Ergste
Ergste ist ein Ortsteil der Stadt Schwerte im Kreis Unna in Nordrhein-Westfalen, Deutschland.
Überregional bekannt ist Ergste vor allem wegen des bis heute ehrenamtlich betriebenen Elsebades. Dieses Freibad wurde 1993 von der Stadt Schwerte geschlossen und 1998 erfolgreich von einem gemeinnützigen Förderverein als Bürgerbad reaktiviert. Ergste ist ferner Standort der Justizvollzugsanstalt Schwerte.

## Geographie
Ergste liegt direkt südlich der Ruhr im Randbereich des Sauerlands. Das Erscheinungsbild von Ergste ist stark geprägt von Wald- und Landwirtschaftsflächen. Der Ort wird vom Wannebach durchflossen.

## Geschichte

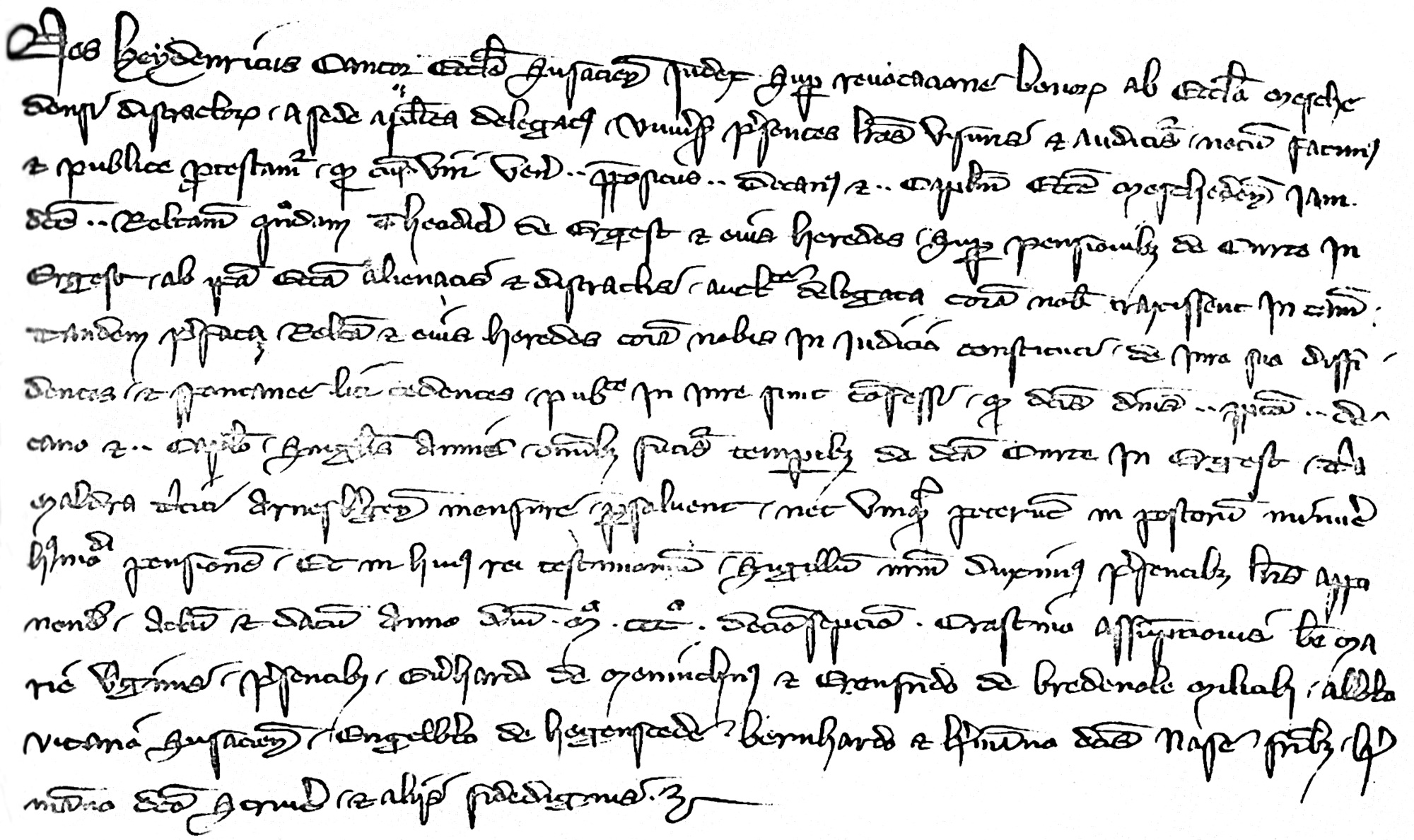
Alte Urkunde zu Ergeste von 1317

Das ehemalige Ergster Amtswappen

In der Regel wird ein Gut „Argeste“, das 1096 in einer Schenkungsurkunde erwähnt wurde, als Ursprung von Ergste angenommen. Später war Ergste einer der sieben Herrensitze der Grafschaft Limburg/Lenne.
1815, nach Franzosenzeit, wurde die Gemeinde Ergste im Rahmen der politischen Neuordnung in Westfalen Sitz des gleichnamigen Amtes und Teil des Kreises Iserlohn.
Zum Amt Ergste gehörten die Gemeinden Ergste, Hennen (1975 zur Stadt Iserlohn) und Berchum (1975 zur Stadt Hagen). An die über 136 örtlichen Opfer (115 Soldaten, 21 Bürger; weitere Vermisste) des Zweiten Weltkrieges erinnert ein Kriegerdenkmal der ehemaligen Gemeinde Ergste am Waldrand nahe dem Friedhof.
Die Gemeindereform mit der Eingliederung in die Stadt Schwerte wurde am 1. Januar 1975 wirksam.
Im Jahr 1987 hatte Ergste insgesamt 6575 Einwohner.

### Historische Gebäude

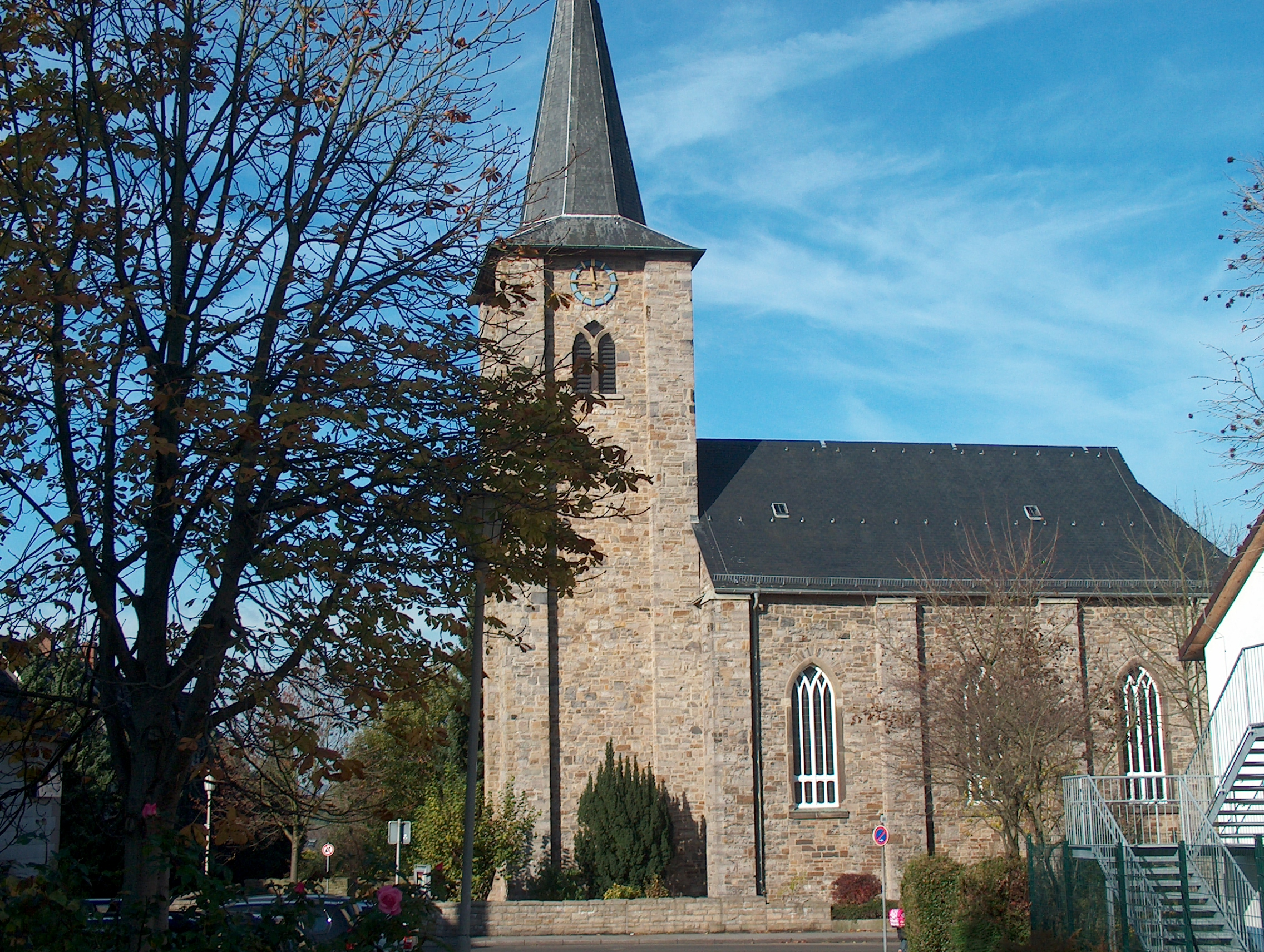
Die evangelische St.-Johannis-Kirche in Ergste, erbaut von 1824 bis 1831

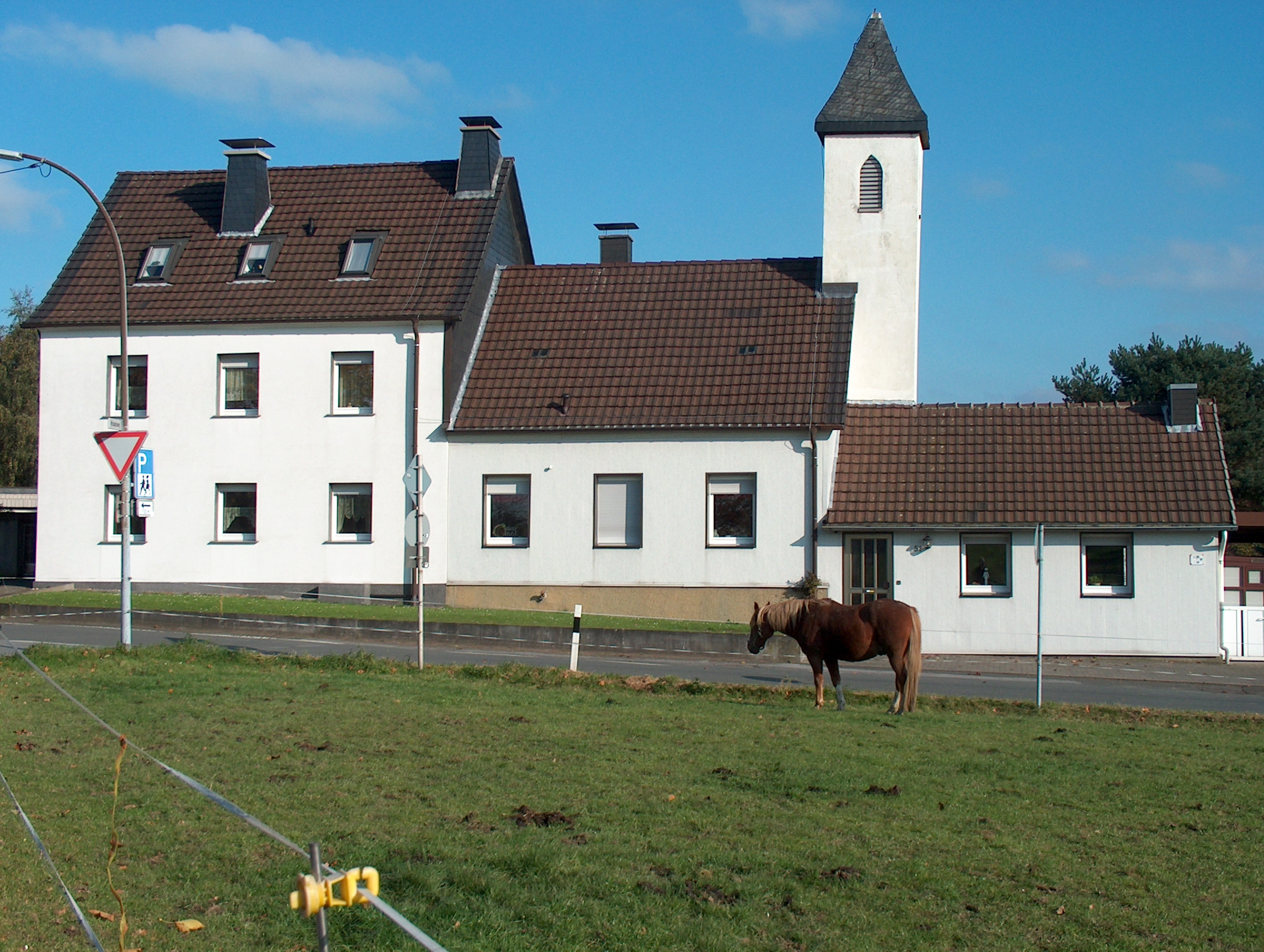
Die ehemalige einklassige evangelische Volksschule Bürenbruch-Reingsen.

Die St.-Johannis-Kirche wurde 1824–1831 neu erbaut, weil die Kirche auf dem Hilf am Abend des 28. November 1821 durch ein Großfeuer vernichtet wurde.
Die ehemalige evangelische Volks-Schule in Bürenbruch hieß Reingsen zu Bürenbruch, weil die vorherige Schule in Reingsen stand.
Die ehemalige einklassige evangelische Volksschule Reingsen in Bürenbruch, erbaut 1854 bis 1855, wurde 1967 geschlossen und befindet sich jetzt in Privatbesitz.

### Historische Wege
Der Michaelisweg ist ein historischer Weg, über welchen in früheren Jahrhunderten der Zehent am Michaelistag (29. September) in Form von landwirtschaftlichen Erzeugnissen von den Lehnshöfen zum Schloss Hohenlimburg gebracht wurde.

## Politik

### Städtepartnerschaft
Ergstes seit 1974 bestehende Partnerschaft mit der nordfranzösischen Gemeinde Allouagne wurde nach der Eingemeindung von der Stadt Schwerte übernommen und weitergeführt.

### Wappen und Flagge
| Wappen der ehemaligen Gemeinde Ergste, Kreis Iserlohn | Blasonierung: „Gespalten in Grün und Silber (Weiß); vorn ein linksgerichteter rotbezungter silberner (weißer) Wolfskopf, hinten drei grüne Stechpalmenblätter im Verhältnis 2:1.“ |

Hissflagge der ehem. Gemeinde Ergste

| Wappen der ehemaligen Gemeinde Ergste, Kreis Iserlohn | Wappenbegründung: Das Wappen wurde 1958 vom nordrhein-westfälischen Innenminister genehmigt. Die Farben Grün und Silber stehen für Wald und Fluss (Ruhr), der Wolfskopf erinnert an den bedeutenden Ergster Sagenkreis und die Sage vom Werwolf; die Ilexblätter (Stechpalmen) entstammen dem Wappen der Herren von Ergste (Ergeste). Die Flagge ist Grün-Weiß-Rot geteilt mit dem Gemeindewappen in der Mitte, darüber der weiße Schriftzug 'Ergste' in Frakturschrift. |

## Wirtschaft
Neben Landwirtschaft und Kleingewerbe prägte insbesondere das 1918 gegründete Stahlwerk Ergste als größter Arbeitgeber die wirtschaftliche Entwicklung des Ortes. Heute gehört das Stahlwerk Ergste zur Unternehmensgruppe der Zapp AG.
Der Haltepunkt Schwerte-Ergste liegt an der Ardeybahn und wird durch die Linie RB 53 im Stundentakt bedient.
| Linie | Verlauf | Takt                                             |
| ----- | --- | ------------------------------------------------ |
| RB 53 | Ardey-Bahn: Dortmund Hbf – Dortmund Signal-Iduna-Park – Dortmund-Hörde – Dortmund-Aplerbeck Süd – Schwerte (Ruhr) – Schwerte-Ergste – Hennen – Kalthof (Kr Iserlohn) – Iserlohnerheide – Iserlohn Stand: Fahrplanwechsel Dezember 2023 | 30 min (werktags) 60 min (Wochenenden/Feiertage) |

Der direkte Autobahnanschluss (A 45, Abfahrt 10 Schwerte-Ergste) hat zur Ansiedlung eines Gewerbeparks am Ortsrand geführt.

## Landschaft und Natur
Die Waldungen um den Michaelisweg sind als Naturschutzgebiet ausgewiesen.

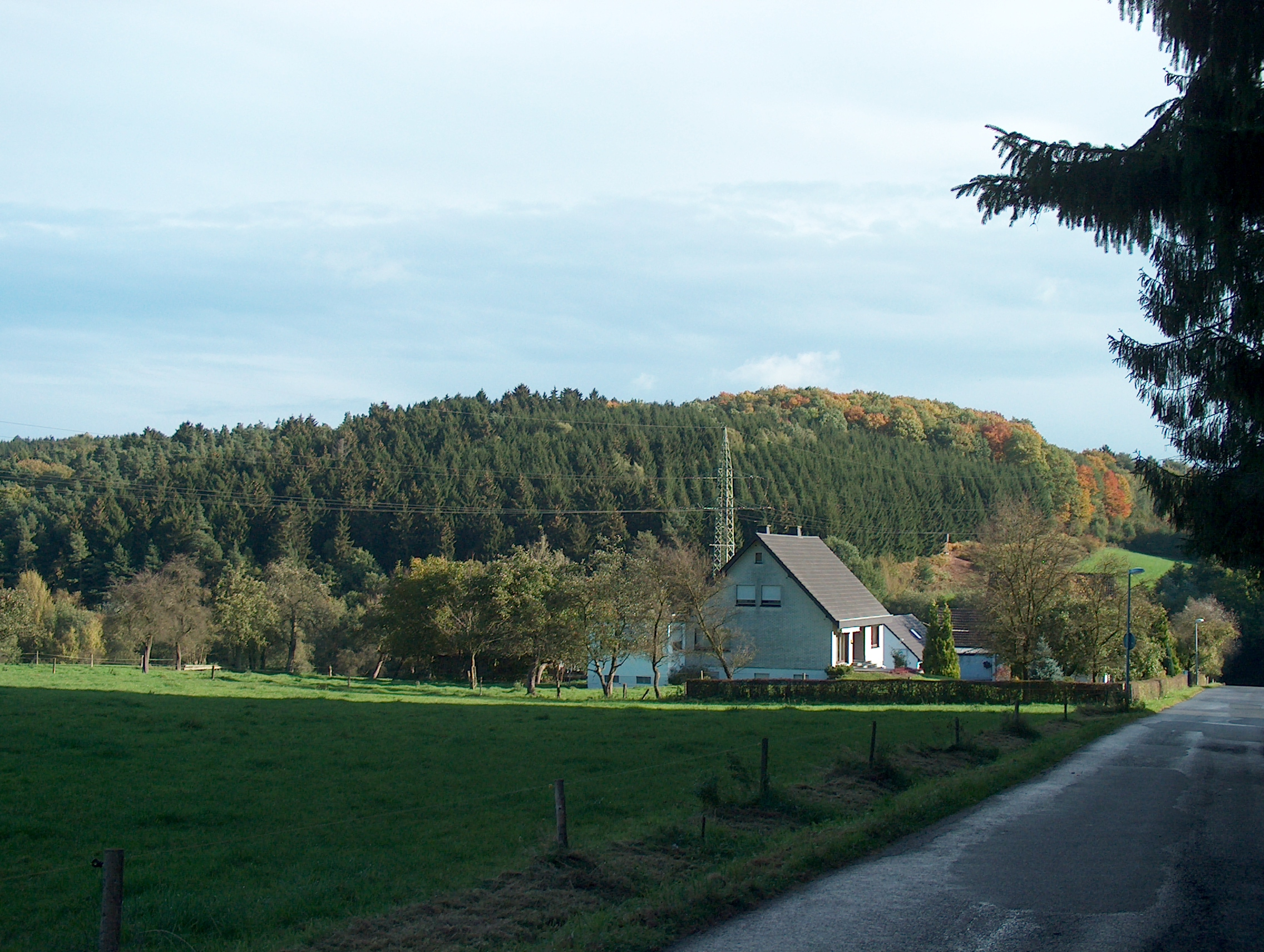
Der historische Michaelisweg mit dem Herbergswald, in dem früher die Jugendherberge Bürenbruch lag, im Hintergrund.
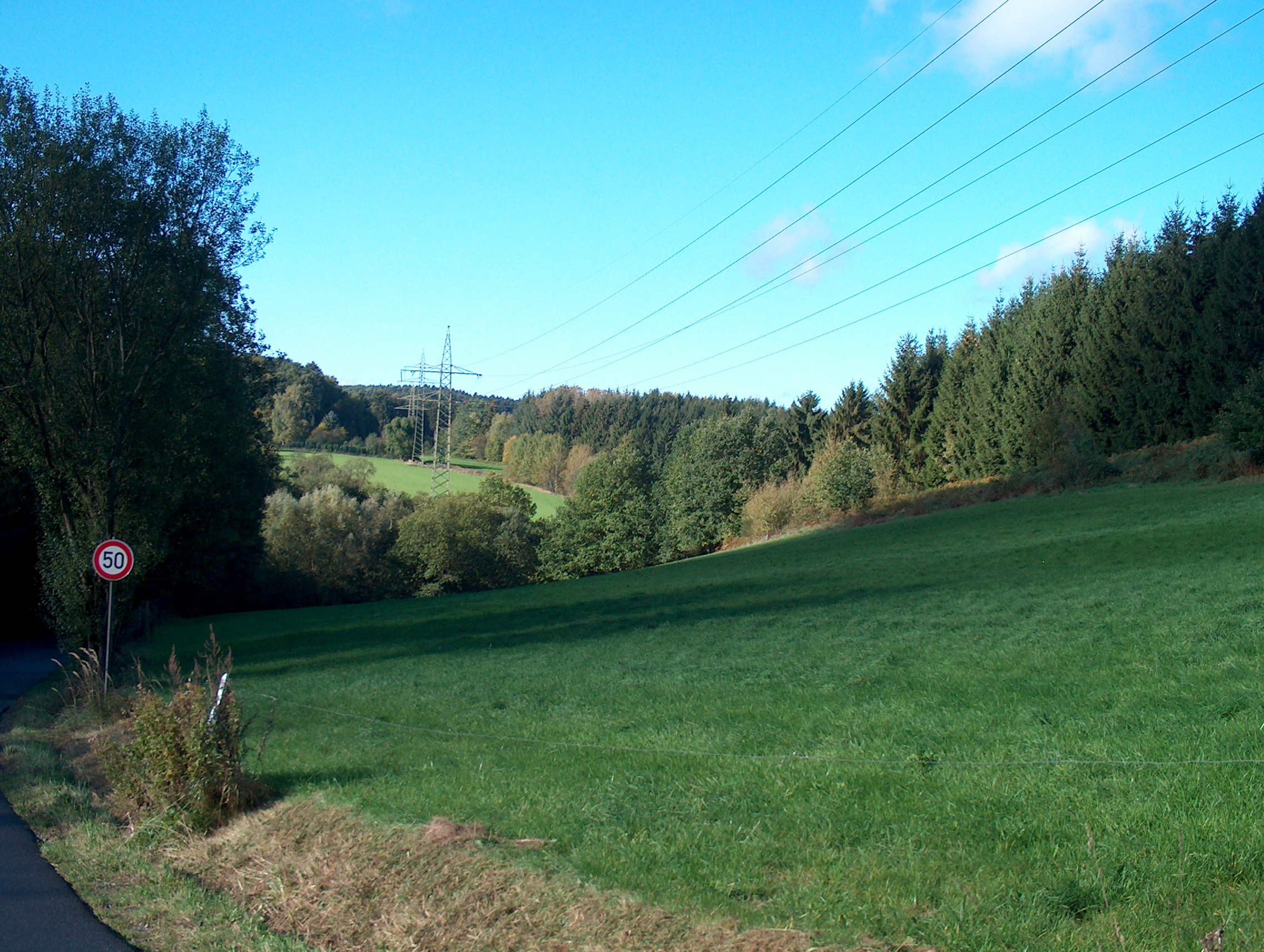
Der Michaelisweg aus Richtung Bürenbruch gesehen.
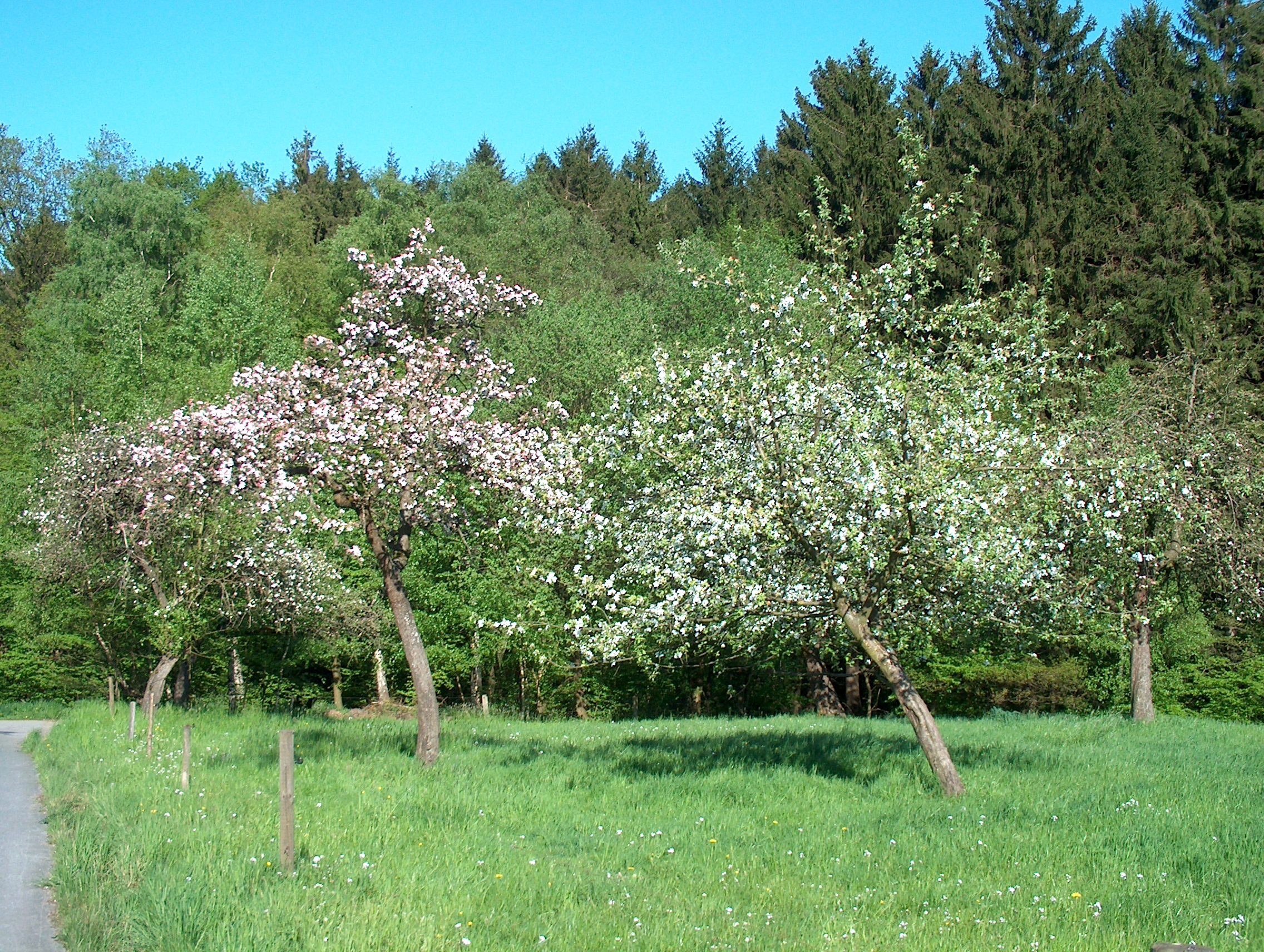
Blühende Streuobstwiese am Michaelisweg beim Wannebachtal.
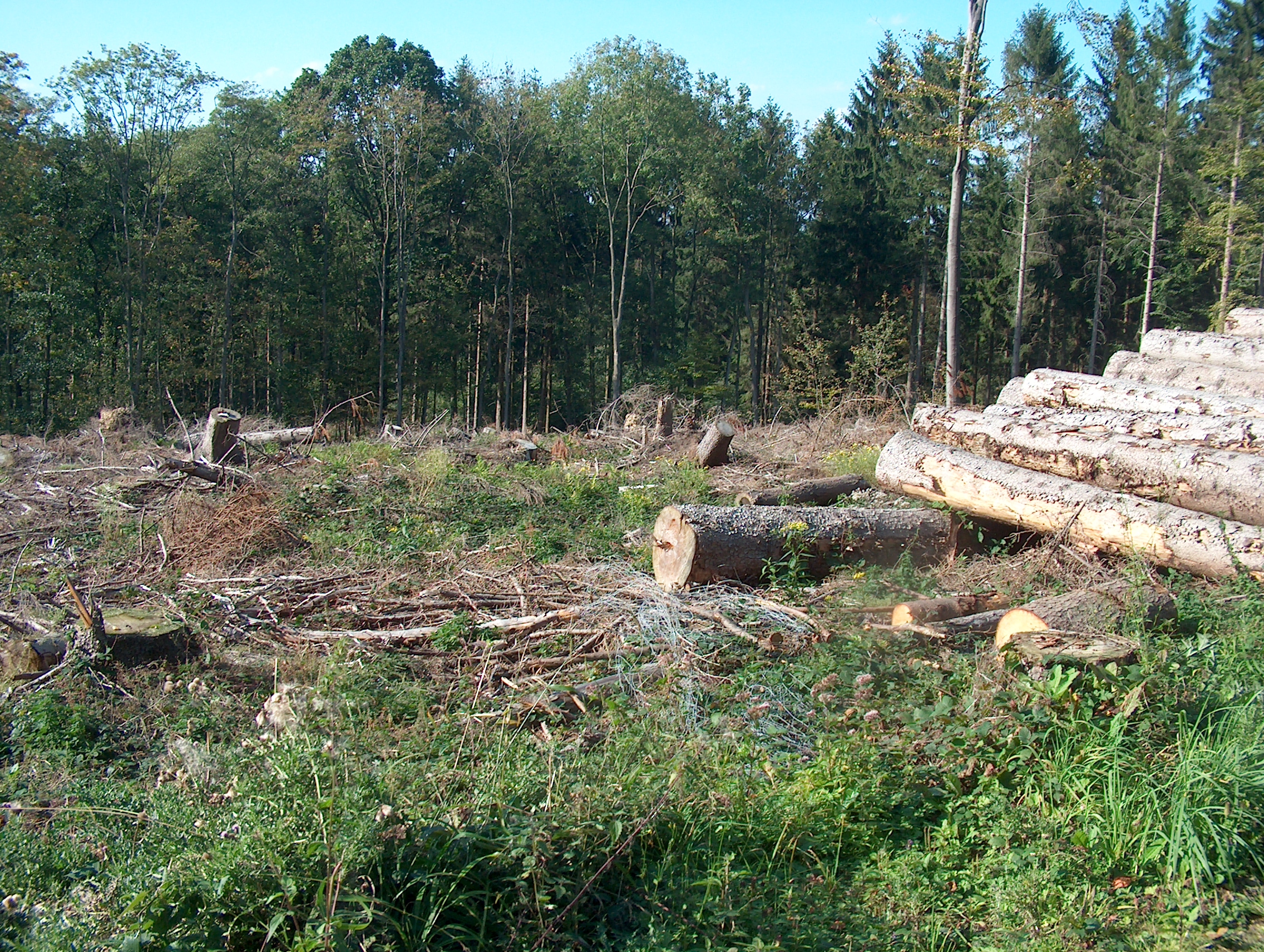
Vom Sturm Kyrill im Januar 2007 angerichteter Waldschaden in Bürenbruch oberhalb des Michaelisweges.

## Wandern und Pilgern
Der 12 km lange „Segensweg“ der Ergster Johannis-Stiftung mit seinen 12 Kunstwerken lädt zum Wandern und Verweilen ein.